# Frans De Haes
François "Frans" De Haes (24 de setembro de 1895 – † 4 de novembro de 1923) foi um halterofilista que competiu pela Bélgica.
Foi campeão olímpico em 1920, na categoria até 67,5 kg. Em 1922 definiu um recorde mundial no arremesso — 122,5 kg, na categoria até 67,5 kg.